# 4 Hours of Imola 2024

Tor Autodromo Enzo e Dino Ferrari

4 Hours of Imola 2024 – długodystansowy wyścig samochodowy, który odbył się 7 lipca 2024 roku na Autodromo Enzo e Dino Ferrari jako trzecia runda sezonu 2024 serii European Le Mans Series.

## Uczestnicy
Lista startowa została zaprezentowana 26 czerwca i zawierała 43 zgłoszenia w 4 kategoriach – 14 w klasie LMP2, 8 w klasie LMP2 Pro/Am, 10 w klasie LMP3 oraz 11 w klasie LMGT3.
Paul-Loup Chatin zastąpił Ritomo Miyatę w aucie #37 COOL Racing. Miyata opuścił tę rundę z powodu konfliktu terminarzy z Formułą 2. Ferdinand Habsburg, pierwszy raz w tym sezonie, pojechał w załodze #47 COOL Racing po opuszczeniu pierwszych rund sezonu z powodu kontuzji. Carl Bennett zastąpił Alexa Garcíę w załodze #47 COOL Racing. Paul Lafargue, z powodów rodzinnych, opuścił tę rundę, a w obsadzie auta #28 IDEC Sport zastąpił go Marcos Siebert. Paul Lanchere dołączył do braci Lahaye w aucie #35 Ultimate.

## Harmonogram
| Dzień              | Godzina | Sesja                                   | Długość   |
| ------------------ | ------- | --------------------------------------- | --------- |
| Piątek, 5 lipca    | 10:40   | Pierwsza sesja treningowa               | 90 minut  |
| Piątek, 5 lipca    | 15:40   | Sesja dla kierowców z brązową kategorią | 30 minut  |
| Sobota, 6 lipca    | 10:05   | Druga sesja treningowa                  | 90 minut  |
| Sobota, 6 lipca    | 14:35   | Sesja kwalifikacyjna - LMGT3            | 15 minut  |
| Sobota, 6 lipca    | 15:00   | Sesja kwalifikacyjna - LMP3             | 15 minut  |
| Sobota, 6 lipca    | 15:25   | Sesja kwalifikacyjna - LMP2 Pro/Am      | 15 minut  |
| Sobota, 6 lipca    | 15:50   | Sesja kwalifikacyjna - LMP2             | 15 minut  |
| Niedziela, 7 lipca | 11:30   | Wyścig                                  | 4 godziny |
| Źródło             |         |                                         |           |

## Sesje treningowe
| Klasa                                   | Zespół                        | Samochód                       | Czas           | Okr.           |
| Sesja pierwsza                          | Sesja pierwsza                | Sesja pierwsza                 | Sesja pierwsza | Sesja pierwsza |
| --------------------------------------- | ----------------------------- | ------------------------------ | -------------- | -------------- |
| LMP2                                    | #34 Inter Europol Competition | Oreca 07                       | 1:31,236       | 44             |
| LMP2 Pro/Am                             | #20 Algarve Pro Racing        | Oreca 07                       | 1:31,787       | 40             |
| LMP3                                    | #88 Inter Europol Competition | Ligier JS P320                 | 1:39,053       | 45             |
| LMGT3                                   | #57 Kessel Racing             | Ferrari 296 LMGT3              | 1:42,386       | 44             |
| Sesja dla kierowców z brązową kategorią |                               |                                |                |                |
| LMP2 Pro/Am                             | #77 Proton Competition        | Oreca 07                       | 1:33,978       | 14             |
| LMP3                                    | #12 WTM by Rinaldi Racing     | Duqueine M30 – D08             | 1:40,411       | 12             |
| LMGT3                                   | #59 Racing Spirit of Léman    | Aston Martin Vantage AMR LMGT3 | 1:43,479       | 13             |
| Sesja druga                             |                               |                                |                |                |
| LMP2                                    | #65 Panis Racing              | Oreca 07                       | 1:30,885       | 39             |
| LMP2 Pro/Am                             | #20 Algarve Pro Racing        | Oreca 07                       | 1:32,243       | 39             |
| LMP3                                    | #12 WTM by Rinaldi Racing     | Duqueine M30 – D08             | 1:39,541       | 14             |
| LMGT3                                   | #57 Kessel Racing             | Ferrari 296 LMGT3              | 1:42,588       | 42             |

## Kwalifikacje
Pole position w każdej kategorii oznaczone jest pogrubieniem.
| Poz.   | Klasa       | Zespół                        | Kierowca              | Czas     | Strata  | Poz. s. |
| ------ | ----------- | ----------------------------- | --------------------- | -------- | ------- | ------- |
| 1      | LMP2        | #65 Panis Racing              | Charles Milesi        | 1:30,829 | —       | 1       |
| 2      | LMP2        | #25 Algarve Pro Racing        | Alexander Lynn        | 1:30,961 | +0,132  | 2       |
| 3      | LMP2        | #10 Vector Sport              | Felipe Drugovich      | 1:30,988 | +0,159  | 3       |
| 4      | LMP2        | #47 COOL Racing               | Frederik Vesti        | 1:31,051 | +0,222  | 4       |
| 5      | LMP2        | #37 COOL Racing               | Malthe Jakobsen       | 1:31,098 | +0,269  | 5       |
| 6      | LMP2        | #34 Inter Europol Competition | Oliver Gray           | 1:31,184 | +0,355  | 6       |
| 7      | LMP2        | #14 AO by TF                  | Robert Kubica         | 1:31,279 | +0,450  | 7       |
| 8      | LMP2        | #22 United Autosports         | Benjamin Hanley       | 1:31,321 | +0,492  | 8       |
| 9      | LMP2        | #23 United Autosports         | Paul di Resta         | 1:31,365 | +0,536  | 9       |
| 10     | LMP2        | #28 IDEC Sport                | Reshad de Gerus       | 1:31,465 | +0,636  | 10      |
| 11     | LMP2        | #43 Inter Europol Competition | Tom Dillmann          | 1:31,545 | +0,716  | 11      |
| 12     | LMP2        | #27 Nielsen Racing            | William Stevens       | 1:31,657 | +0,828  | 12      |
| 13     | LMP2        | #9 Iron Lynx – Proton         | Matteo Cairoli        | 1:31,718 | +0,889  | 13      |
| 14     | LMP2 Pro/Am | #77 Proton Competition        | Giorgio Roda          | 1:33,093 | +2,264  | 14      |
| 15     | LMP2 Pro/Am | #29 Richard Mille by TDS      | Rodrigo Sales         | 1:33,625 | +2,796  | 16      |
| 16     | LMP2 Pro/Am | #83 AF Corse                  | François Perrodo      | 1:34,120 | +3,291  | 15      |
| 17     | LMP2 Pro/Am | #19 Team Virage               | Anthony Wells         | 1:34,362 | +3,533  | 17      |
| 18     | LMP2 Pro/Am | #24 Nielsen Racing            | John Falb             | 1:34,455 | +3,626  | 18      |
| 19     | LMP2 Pro/Am | #21 United Autosports         | Daniel Schneider      | 1:34,959 | +4,130  | 19      |
| 20     | LMP2 Pro/Am | #20 Algarve Pro Racing        | Kriton Lendoudis      | 1:35,872 | +5,043  | 20      |
| 21     | LMP2 Pro/Am | #3 DKR Engineering            | Andres Latorre Canon  | 1:37,652 | +6,823  | 21      |
| 22     | LMP3        | #4 DKR Engineering            | Wyatt Brichacek       | 1:37,776 | +6,947  | 22      |
| 23     | LMP3        | #12 WTM by Rinaldi Racing     | Oscar Tunjo           | 1:38,019 | +7,190  | 23      |
| 24     | LMP3        | #15 RLR MSport                | Gaël Julien           | 1:38,564 | +7,735  | 24      |
| 25     | LMP3        | #88 Inter Europol Competition | Kai Askey             | 1:38,637 | +7,808  | 25      |
| 26     | LMP3        | #17 COOL Racing               | Manuel Espirito Santo | 1:38,684 | +7,855  | 26      |
| 27     | LMP3        | #8 Team Virage                | Gillian Henrion       | 1:38,927 | +8,098  | 27      |
| 28     | LMP3        | #31 Racing Spirit of Léman    | Antoine Doquin        | 1:39,072 | +8,243  | 28      |
| 29     | LMP3        | #11 Eurointernational         | Adam Ali              | 1:39,081 | +8,252  | 29      |
| 30     | LMP3        | #5 RLR MSport                 | Bailey Voisin         | 1:39,701 | +8,872  | 30      |
| 31     | LMP3        | #35 Ultimate                  | Jean-Baptiste Lahaye  | 1:39,775 | +8,946  | 31      |
| 32     | LMGT3       | #85 Iron Dames                | Sarah Bovy            | 1:43,349 | +12,520 | 32      |
| 33     | LMGT3       | #59 Racing Spirit of Léman    | Derek DeBoer          | 1:43,476 | +12,647 | 33      |
| 34     | LMGT3       | #63 Iron Lynx                 | Hiroshi Hamaguchi     | 1:43,560 | +12,731 | 34      |
| 35     | LMGT3       | #57 Kessel Racing             | Takeshi Kimura        | 1:43,821 | +12,992 | 35      |
| 36     | LMGT3       | #97 Grid Motorsport by TF     | Martin Berry          | 1:44,230 | +13,401 | 36      |
| 37     | LMGT3       | #50 Formula Racing            | Johnny Laursen        | 1:44,592 | +13,763 | 37      |
| 38     | LMGT3       | #51 AF Corse                  | Charles-Henri Samani  | 1:44,747 | +13,918 | 38      |
| 39     | LMGT3       | #86 GR Racing                 | Michael Wainwright    | 1:44,786 | +13,957 | 39      |
| 40     | LMGT3       | #55 Spirit of Race            | Duncan Cameron        | 1:45,523 | +14,694 | 40      |
| 41     | LMGT3       | #60 Proton Competition        | Claudio Schiavoni     | 1:46,321 | +15,492 | 41      |
| 42     | LMGT3       | #66 JMW Motorsport            | John Hartshorne       | 1:49,682 | +18,853 | 42      |
| 43     | LMP2        | #30 Duqueine Team             | James Allen           | —        | —       | 43      |
| Źródła |             |                               |                       |          |         |         |

1. ↑  Załoga #29 Richard Mille by TDS została ukarana za przeszkodzenie autu #3 podczas sesji kwalifikacyjnej. Załogę przesunięto o jedno miejsce w dół na starcie[14].
2. ↑  Załoga #30 Duqueine Team została ukarana za wywołanie czerwonej flagi w sesji kwalifikacyjnej. Załodze odebrano wszystkie uzyskane czasy oraz zobligowano ją do wystartowania wyścigu jej najszybszym kierowcą[15].

## Wyścig

### Wyniki
Minimum do bycia sklasyfikowanym (70 procent dystansu pokonanego przez zwycięzców wyścigu) wyniosło 93 okrążenia. Zwycięzcy klas są oznaczeni pogrubieniem.
| Poz.              | Klasa                      | Zespół                                            | Kierowcy                                                | Samochód                       | Opony | Okr. | Czas/Strata  |
| ----------------- | -------------------------- | ------------------------------------------------- | ------------------------------------------------------- | ------------------------------ | ----- | ---- | ------------ |
| 1                 | LMP2                       | #65 Panis Racing                                  | Manuel Maldonado Charles Milesi Arthur Leclerc          | Oreca 07                       | G     | 133  | 4:01:32,720  |
| 2                 | LMP2                       | #14 AO by TF                                      | Jonny Edgar Louis Delétraz Robert Kubica                | Oreca 07                       | G     | 133  | +11,357      |
| 3                 | LMP2                       | #10 Vector Sport                                  | Ryan Cullen Stéphane Richelmi Felipe Drugovich          | Oreca 07                       | G     | 133  | +22,978      |
| 4                 | LMP2                       | #43 Inter Europol Competition                     | Sebastián Álvarez Władisław Łomko Tom Dillmann          | Oreca 07                       | G     | 133  | +23,918      |
| 5                 | LMP2                       | #28 IDEC Sport                                    | Marcos Siebert Reshad de Gerus Job van Uitert           | Oreca 07                       | G     | 133  | +24,092      |
| 6                 | LMP2                       | #23 United Autosports                             | Bijoy Garg Fabio Scherer Paul di Resta                  | Oreca 07                       | G     | 133  | +53,601      |
| 7                 | LMP2                       | #34 Inter Europol Competition                     | Oliver Gray Clément Novalak Luca Ghiotto                | Oreca 07                       | G     | 133  | +1:12,605    |
| 8                 | LMP2                       | #25 Algarve Pro Racing                            | Matthias Kaiser Olli Caldwell Alexander Lynn            | Oreca 07                       | G     | 132  | +1 okrążenie |
| 9                 | LMP2 Pro/Am                | #20 Algarve Pro Racing                            | Kriton Lendoudis Richard Bradley Alex Quinn             | Oreca 07                       | G     | 132  | +1 okrążenie |
| 10                | LMP2 Pro/Am                | #83 AF Corse                                      | François Perrodo Matthieu Vaxivière Alessio Rovera      | Oreca 07                       | G     | 132  | +1 okrążenie |
| 11                | LMP2 Pro/Am                | #29 Richard Mille by TDS                          | Rodrigo Sales Mathias Beche Grégoire Saucy              | Oreca 07                       | G     | 132  | +1 okrążenie |
| 12                | LMP2                       | #30 Duqueine Team                                 | Niels Koolen Jean-Baptiste Simmenauer James Allen       | Oreca 07                       | G     | 132  | +1 okrążenie |
| 13                | LMP2 Pro/Am                | #19 Team Virage                                   | Anthony Wells Matthew Bell Nelson Piquet Jr.            | Oreca 07                       | G     | 131  | +2 okrążenia |
| 14                | LMP2 Pro/Am                | #3 DKR Engineering                                | Andres Latorre Canon Cem Bölükbaşı Laurents Hörr        | Oreca 07                       | G     | 131  | +2 okrążenia |
| 15                | LMP2 Pro/Am                | #24 Nielsen Racing                                | John Falb Colin Noble Albert Costa                      | Oreca 07                       | G     | 131  | +2 okrążenia |
| 16                | LMP2 Pro/Am                | #21 United Autosports                             | Daniel Schneider Andrew Meyrick Oliver Jarvis           | Oreca 07                       | G     | 130  | +3 okrążenia |
| 17                | LMP2 Pro/Am                | #77 Proton Competition                            | Giorgio Roda René Binder Bent Viscaal                   | Oreca 07                       | G     | 130  | +3 okrążenia |
| 18                | LMP2                       | #47 COOL Racing                                   | Carl Bennett Ferdinand Habsburg Frederik Vesti          | Oreca 07                       | G     | 130  | +3 okrążenia |
| 19                | LMP2                       | #22 United Autosports                             | Filip Ugran Marino Satō Benjamin Hanley                 | Oreca 07                       | G     | 130  | +3 okrążenia |
| 20                | LMP2                       | #27 Nielsen Racing                                | David Heinemeier Hansson Nico Pino William Stevens      | Oreca 07                       | G     | 128  | +5 okrążeń   |
| 21                | LMP3                       | #11 Eurointernational                             | Matthew Richard Bell Adam Ali                           | Ligier JS P320                 | M     | 125  | +8 okrążeń   |
| 22                | LMP3                       | #8 Team Virage                                    | Julien Gerbi Bernardo Pinheiro Gillian Henrion          | Ligier JS P320                 | M     | 125  | +8 okrążeń   |
| 23                | LMP3                       | #35 Ultimate                                      | Paul Lanchere Jean-Baptiste Lahaye Matthieu Lahaye      | Ligier JS P320                 | M     | 124  | +9 okrążeń   |
| 24                | LMP3                       | #15 RLR MSport                                    | Michael Jensen Nick Adcock Gaël Julien                  | Ligier JS P320                 | M     | 124  | +9 okrążeń   |
| 25                | LMP3                       | #12 WTM by Rinaldi Racing                         | Torsten Kratz Leonard Weiss Oscar Tunjo                 | Duqueine M30 – D08             | M     | 124  | +9 okrążeń   |
| 26                | LMP3                       | #4 DKR Engineering                                | Alexander Mattschull Belén García Wyatt Brichacek       | Duqueine M30 – D08             | M     | 124  | +9 okrążeń   |
| 27                | LMP3                       | #5 RLR MSport                                     | James Dayson Daniel Ali Bailey Voisin                   | Ligier JS P320                 | M     | 123  | +10 okrążeń  |
| 28                | LMGT3                      | #85 Iron Dames                                    | Sarah Bovy Rahel Frey Michelle Gatting                  | Porsche 911 GT3 R LMGT3 (992)  | G     | 123  | +10 okrążeń  |
| 29                | LMGT3                      | #59 Racing Spirit of Léman                        | Derek DeBoer Casper Stevenson Valentin Hasse-Clot       | Aston Martin Vantage AMR LMGT3 | G     | 123  | +10 okrążeń  |
| 30                | LMP3                       | #17 COOL Racing                                   | Miguel Cristóvão Cédric Oltramare Manuel Espirito Santo | Ligier JS P320                 | M     | 123  | +10 okrążeń  |
| 31                | LMGT3                      | #63 Iron Lynx                                     | Hiroshi Hamaguchi Axcil Jefferies Andrea Caldarelli     | Lamborghini Huracán LMGT3 Evo2 | G     | 123  | +10 okrążeń  |
| 32                | LMGT3                      | #57 Kessel Racing                                 | Takeshi Kimura Esteban Masson Daniel Serra              | Ferrari 296 LMGT3              | G     | 123  | +10 okrążeń  |
| 33                | LMGT3                      | #97 Grid Motorsport by TF                         | Martin Berry Lorcan Hanafin Jonathan Adam               | Aston Martin Vantage AMR LMGT3 | G     | 123  | +10 okrążeń  |
| 34                | LMGT3                      | #51 AF Corse                                      | Charles-Henri Samani Emmanuel Collard Nicolás Varrone   | Ferrari 296 LMGT3              | G     | 122  | +11 okrążeń  |
| 35                | LMGT3                      | #86 GR Racing                                     | Michael Wainwright Riccardo Pera Davide Rigon           | Ferrari 296 LMGT3              | G     | 122  | +11 okrążeń  |
| 36                | LMGT3                      | #55 Spirit of Race                                | Duncan Cameron David Perel Matthew Griffin              | Ferrari 296 LMGT3              | G     | 122  | +11 okrążeń  |
| 37                | LMGT3                      | #50 Formula Racing                                | Johnny Laursen Conrad Laursen Nicklas Nielsen           | Ferrari 296 LMGT3              | G     | 122  | +11 okrążeń  |
| 38                | LMGT3                      | #66 JMW Motorsport                                | John Hartshorne Ben Tuck Phil Keen                      | Ferrari 296 LMGT3              | G     | 120  | +13 okrążeń  |
| 39                | LMGT3                      | #60 Proton Competition                            | Claudio Schiavoni Matteo Cressoni Julien Andlauer       | Porsche 911 GT3 R LMGT3 (992)  | G     | 120  | +13 okrążeń  |
| 40                | LMP3                       | #88 Inter Europol Competition                     | Aleksander Buchańcow Kai Askey Pedro Perino             | Ligier JS P320                 | M     | 107  | +26 okrążeń  |
| Niesklasyfikowani |                            |                                                   |                                                         |                                |       |      |              |
|                   | LMP2                       | #9 Iron Lynx – Proton                             | Jonas Ried Macéo Capietto Matteo Cairoli                | Oreca 07                       | G     | 120  |              |
| LMP3              | #31 Racing Spirit of Léman | Jacques Wolff Jean-Ludovic Foubert Antoine Doquin | Ligier JS P320                                          | M                              | 104   |      |              |
| LMP2              | #37 COOL Racing            | Lorenzo Fluxá Malthe Jakobsen Paul-Loup Chatin    | Oreca 07                                                | G                              | 72    |      |              |

1. ↑  Załoga #65 Panis Racing została ukarana za zbyt wczesne przyspieszenie podczas neutralizacji Full Course Yellow. Karę przejazdu przez aleję serwisową zamieniono na czasową w wysokości 35 sekund[17][18]. Zespół odwołał się od tej kary, a sędziowie zadecydowali o jej cofnięciu[19].
2. ↑  Załoga #22 United Autosports została ukarana za niespełnienie minimalnego czasu jazdy przez Benjamina Hanleya. Hanley przejechał 1 minutę i 35,99 sekundy poniżej regulaminowego minimum. Otrzymana kara została zamieniona na odjęcie 1 okrążenia z sumy przejechanych oraz dodanie 43 sekund do czasu, w którym załoga pokonała wyścig[17][20].
3. ↑  Załoga #57 Kessel Racing została ukarana za wyprzedzenie auta #63 podczas wywieszonych podwójnych żółtych flag. Karę przejazdu przez aleję serwisową zamieniono na czasową w wysokości 35 sekund[17][18][24].
4. ↑  Jonathan Adam nie przejechał minimalnego czasu wymaganego do zapunktowania w wyścigu[21].
5. ↑  Załoga #97 Grid Motorsport by TF została ukarana za przekraczanie limitów toru. Karę przejazdu przez aleję serwisową zamienono na czasową w wysokości 35 sekund[17][18].
6. ↑  Załoga #60 Proton Competition została ukarana za złamanie reguł dotyczących dostępu do alei serwisowej podczas neutralizacji Full Course Yellow. Karę 3 minut Stop & Go zamieniono na odjęcie 2 okrążeń z sumy przejechanych oraz dodanie 9 sekund do czasu, w którym załoga pokonała wyścig[23].
7. ↑  Pedro Perino nie przejechał minimalnego czasu wymaganego do zapunktowania w wyścigu[22].

### Statystyki

#### Najszybsze okrążenie
| Klasa       | Kierowca        | Zespół                 | Czas     | Okr. |
| ----------- | --------------- | ---------------------- | -------- | ---- |
| LMP2        | Arthur Leclerc  | #65 Panis Racing       | 1:31,757 | 67   |
| LMP2 Pro/Am | Oliver Jarvis   | #21 United Autosports  | 1:32,694 | 108  |
| LMP3        | Wyatt Brichacek | #4 DKR Engineering     | 1:39,635 | 106  |
| LMGT3       | Julien Andlauer | #60 Proton Competition | 1:42,689 | 90   |
| Źródło      |                 |                        |          |      |